# Oscar Pinard
Pour les articles homonymes, voir Pinard.
Marie-Oscar Pinard, né le 24 mai 1801 à Auxerre et mort le 23 janvier 1867 à Paris, est un juriste français.

## Biographie
Après avoir fait son droit à Paris, il devient avocat et fonde le barreau de Versailles en 1825, avec Boinvilliers et Landrin.
Il rejoint ensuite le barreau de Paris, où il se fait une certaine réputation et rejoint le conseil de l'ordre. En 1841, lors du procès fait à Auguste Luchet, défendu par Jules Favre, et à son éditeur Hippolyte Souverain pour la publication du roman Le nom de famille, il assure la défense de Souverain.
Passé dans la magistrature en 1848, il devient successivement avocat général près la cour d'appel de Paris (arrêté du gouvernement provisoire du 26 février 1848) et procureur de la République près le tribunal de premiere instance de la Seine, avant de devenir conseiller à la cour d’appel de Paris, en 1849.
Collaborateur de différents journaux et recueils de jurisprudence, il fournit le compte-rendu de procès politiques à La Tribune. Il est le fondateur du journal Le Droit dont il est le rédacteur en chef.
Chevalier de la Légion d'Honneur en 1859, il est promu au grade d'officier le 12 août 1862.
Il est l'oncle du ministre de l'Intérieur Ernest Pinard (1822-1909).

## Publications
- Le Barreau de Paris, 1845 présentation des principaux avocats français reprise en 1864 dans Le barreau au XIXe siècle, en 2 volumes, Pagnerre, Paris (1864-1865)
- L'histoire à l'audience: 1840-1848 (1848)
- Le procès de Babeuf

## Sources
- Le Figaro, 24 janvier 1867, n° 70, p. 3-4, Ad. Rocher, La gazette des tribunaux : M. Oscar Pinard
- Le Temps, 24 janvier 1867, p.3, Nécrologie.
- Frédéric Thomas, Les vieilles lunes d'un avocat, vol. 2, p.172-178, éd. Hachette et cie, 1869
- « Pinard (Marie-Oscar) », dans Dictionnaire universel des contemporains - Volume 2, Hachette, 1870
- Discours prononcé à l'audience solennelle de rentrée le 4 novembre 1867. Cour impériale de Paris, 1867